# Johann-Tönjes Cassens
Johann-Tönjes Cassens (Aurich-Oldendorf, 30 ottobre 1932 – Hannover, 9 agosto 2022) è stato un giurista e politico tedesco della CDU.

## Biografia

### Formazione e professione
Cassens fu figlio di un uomo d'affari. Dopo essersi diplomato al ginnasio di Aurich nel 1952, dapprima svolse un tirocinio presso il DGB e nel 1953 iniziò gli studi di diritto e scienze politiche presso le Università di Friburgo in Brisgovia e Kiel, che completò nel 1957 sostenendo il primo esame di Stato. Tra il 1957 e il 1961 si dedicò al tirocinio legale nello Schleswig-Holstein e a Berlino. Tra il 1959 e il 1960 frequentò l'Università di Scienze Amministrative di Speyer.
Nel 1961 superò il secondo esame di stato in legge presso il Tribunale regionale superiore anseatico di Amburgo e il 7 dicembre terminòa Kiel il dottorato in giurisprudenza con una dissertazione intitolata Die Bedeutung des gegliederten Schadensbegriffs für die Berücksichtigung hypothetischer Schadensereignisse (Il significato del concetto di compartimentazione del danno per la considerazione di eventi di danno ipotetici). Fino al 1962 fu membro della direzione della Federazione delle organizzazioni dei datori di lavoro di Brema. Dal 1962 al 1981 lavorò come avvocato e notaio indipendente in questa città. In seguito, lavorò nella stessa veste a Celle, risiedendo nella vita privata ad Hannover.

### Politica

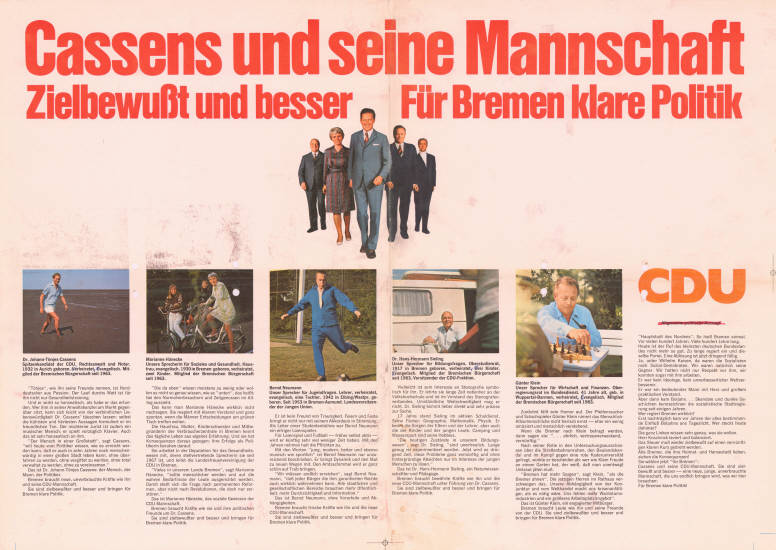
Manifesto “Cassens e la sua squadra [...]” per le elezioni parlamentari di Brema 1971.

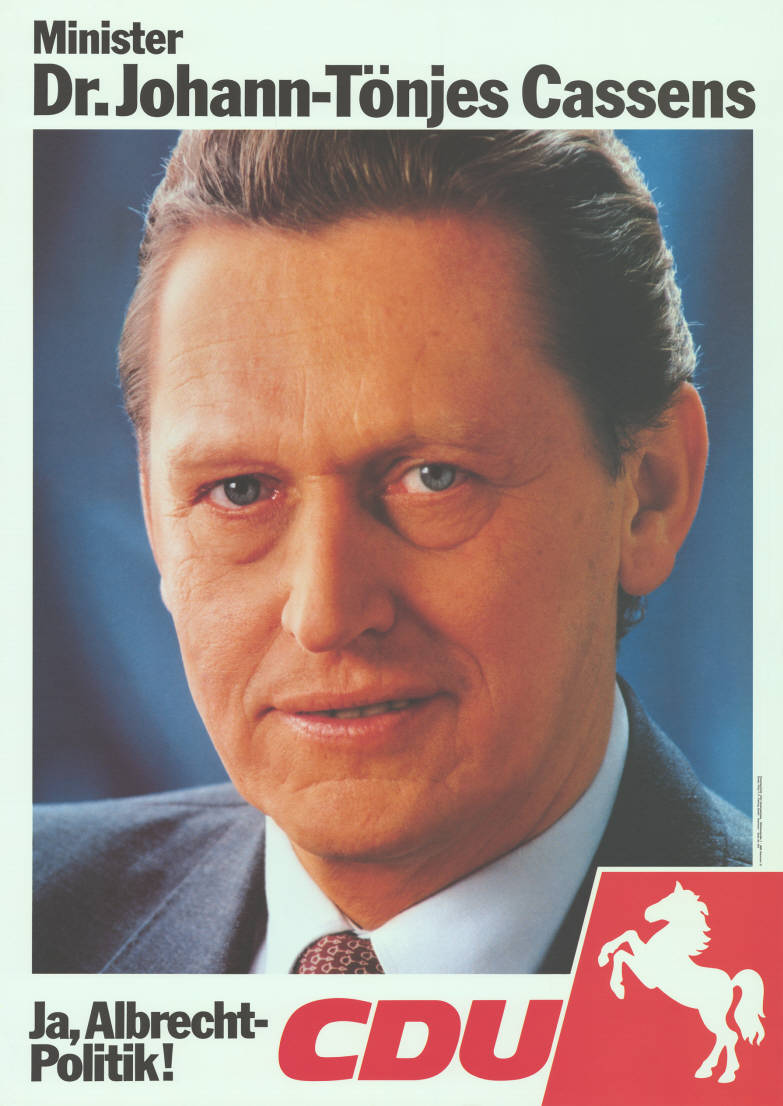
Johann-Tönjes Cassens come Ministro della scienza e dell'arte della Bassa Sassonia in un manifesto elettorale della CDU del 1986

Cassens aderì alla CDU nel 1961. Dal 1962 al 1967 fu direttore di Stato della CDU di Brema e responsabile della casa editrice locale di educazione civica. Tra il 1968 e il 1972 fu membro del tribunale federale del partito.
Cassens fu eletto nel Parlamento di Brema dal 1963 al 1981, dove ricoprì la carica di vicepresidente del gruppo parlamentare della CDU dal 1971 al 1981 e anche di presidente del sotto gruppo di lavoro per la politica interna e giuridica in seno al gruppo parlamentare della CDU. Alle elezioni del 1971 per il Parlamento di Brema, si presentò come candidato di punta della CDU, ma non riuscì a prevalere sul candidato della SPD Hans Koschnick, pur ottenendo ulteriori voti per la CDU. Dal 21 giugno 1986 al 1998, fu membro dell'undicesima e tredicesima legislatura del Parlamento della Bassa Sassonia. Il 14 gennaio 1992 fu eletto presidente della Commissione per gli affari legali e costituzionali.

### Ministro nella Bassa Sassonia
Il 20 maggio 1981 Cassens fu nominato Ministro della scienza e dell'arte nel governo della Bassa Sassonia, guidato dal ministro presidente Ernst Albrecht. In questo periodo fu corresponsabile dell'acquisto dell'Evangeliario di Enrico il Leone nel 1983. Inoltre, acquisì per l'Università di Hannover l'ex edificio amministrativo a torre della Continental AG, che oggi ospita la Facoltà di Giurisprudenza e la Facoltà di Economia e Commercio, compresa la biblioteca.
In seguito alla sconfitta della CDU nelle elezioni statali del 1990, si dimise dal governo il 21 giugno 1990 e fu sostituito nel suo incarico ministeriale da Helga Schuchardt (non appartenente al partito).

### Attività di scrittore
Come scrittore, Johann-Tönjes Cassens pubblicò nel 2018 con il titolo Kampf in Rom um Reformen (Lotta per le riforme a Roma), presentato in copertina come eine Bibelkunde der ganz besonderen Art ("un tipo di studio biblico molto speciale"), in riferimento alle questioni di fede sollevate da papa Francesco in Vaticano.

### Altri incarichi
Cassens fu membro della confraternita Saxo-Silesia di Friburgo fin dai suoi studi.

### Morte
Si spense il 19 agosto 2022 a Hannover.

## Onorificenze
- 1984: Ordine al Merito della Repubblica Federale di Germania (Gran Croce al Merito);
- 2003: Medaglia Justus Möser della Città di Osnabrück.

## Opere
- Die Bedeutung des gegliederten Schadensbegriffs für die Berücksichtigung hypothetischer Schadensereignisse. Dissertazione del 7 dicembre 1961 presso la Facoltà di Giurisprudenza e Scienze Politiche dell'Università di Kiel, 1961. OCLC 720327785
- Johann-Tönjes Cassens et al.: Hermann Conring (1606–1681). Ein ostfriesischer Gelehrter von europäischem Rang. Ausstellungskatalog, Druck und Verlag Soltau, Ostfriesischer Kurier, Norden 1982, ISBN 3-922365-27-2.
- Kunst und Recht (= Justiz und Recht, Bd. 2), mit Beiträgen von Johann-Tönjes Cassens und anderen. Juristischer Verlag C.F. Müller, Heidelberg 1985, ISBN 3-8114-2285-5.
- Rettung zweier Kulturschätze aus dem Welfenbesitz, Darlegungen zum Evangeliar Heinrichs des Löwen und zur welfischen Münzsammlung, Hannover 2015.
- 1965–2015. Geschichte in Geschichten. Helmholtz-Zentrum für Infektionsforschung. Döring Druck, Braunschweig 2015, ISBN 978-3-00-049710-0, darin S. 62 ff.: Interview mit Minister a. D. Johann-Tönjes Cassens Highlight Weiße Biotechnologie.
- Diener zweier Bundesländer – Eine bewegte Lebensgeschichte. Frankfurter Literaturverlag, Frankfurt 2017, ISBN 978-3-8372-2084-1 (Autobiographie).[5]
- Kampf in Rom um Reformen – Glaube und Verstehen in historischer Entwicklung. August von Goethe Literaturverlag, Frankfurt am Main 2018, ISBN 978-3-8372-2159-6.
- Mord aus Staatsraison - Die Affäre Königsmarck. MatrixMedia, Göttingen 2019, ISBN 978-3-946891-08-6.